# 鍋島吉茂
鍋島 吉茂（なべしま よししげ）は、江戸時代前期から中期にかけての大名。肥前国佐賀藩4代藩主。

## 生涯
寛文4年（1664年）、2代藩主・鍋島光茂の次男として誕生した。初名は矩茂（のりしげ）。
初め大叔父・神代直長の婿養子となって神代家を相続し、直利に改名した。神代氏は元々筑後国にて大宮司を務めたという名族で、神代勝利の嫡男・勝良（長良）が鍋島直茂の弟・小河信俊（おがわ のぶとし）の子・家良（いえよし）を養子として迎えて以来鍋島一門と化しており、佐賀藩の家老を務めていた。家良から常親、常利、常宣と続いた後は鍋島本家から養子を迎えることが続き、常利が勝茂の娘を妻としていた縁により同じく勝茂の子である直長が、そして直利が神代家の当主となった。
しかし、3代藩主となっていた兄・綱茂には男子に恵まれず、跡取りがいなかったため、宝永2年（1705年）にその養子に迎えられた。吉茂も同様に子がなかったため、神代家は弟の神代直堅（鍋島宗茂）が相続した。
宝永4年（1707年）、綱茂の死去に伴い家督を相続した。また、5代将軍・徳川綱吉の偏諱と鍋島家の通字により吉茂に改名した。財政難の中、観頤荘（かんいそう）を破却し財政改革に取り組んだ。綱茂の死去した翌年には観頤荘を解体して藩士に拝領させ、残りの土地も稽古場等としている。また、十五組の軍組織を整備、年譜類の編纂事業を行った。
吉茂は政務を佐賀城の二の丸でとっており、本丸は綱茂子女のうち唯一存命中だった伊勢峰が居住していた。ところが、享保11年（1726年）の火災で佐賀城の本丸、二の丸、三の丸がほぼ焼失した。そのため一時的に多久屋敷、諫早屋敷、神代屋敷を借り上げ、火災から2年後に二の丸を再建した。
享保15年（1730年）、死去、享年65。藩主在任中も子ができず、死の前に弟の神代直堅を呼び戻して世子としており、吉茂の死後は直堅改め鍋島宗茂が家督を継いだ。

## 系譜
- 父：鍋島光茂（1632-1700）
- 母：甘姫、栄正院 - 松平光通の養女、中院通純の娘
- 養父：神代直長
- 養父：鍋島綱茂（1652-1707）
- 正室：神代直長の娘
- 養子
  - 男子：鍋島宗茂（1687-1755） - 実弟
  - 女子：上杉吉憲婚約者